# Panorpa coreana
Panorpa coreana är en näbbsländeart som beskrevs av Hanjiro Okamoto 1925. 
Panorpa coreana ingår i släktet Panorpa och familjen skorpionsländor. Inga underarter finns listade i Catalogue of Life.